# 日本文学館出版大賞
日本文学館出版大賞（にほんぶんがくかんしゅっぱんたいしょう）は、日本文学館が主催する公募文学賞である。

## 部門
- 第1回 - 第5回：ノベル部門（小説、エッセイ、童話、児童文学）
- 第1回 - 第5回：ポエム部門（ポエム、詩、詩画集、短歌、俳句、川柳）
- 第1回、第3回 - 第5回：アート部門（写真、イラスト、絵本）

## 大賞受賞作
| 回    | ノベル部門              | ノベル部門 | ポエム部門                          | ポエム部門 | アート部門                  | アート部門 |
| 回    | 受賞作                  | 受賞者     | 受賞作                              | 受賞者     | 受賞作                      | 受賞者     |
| ----- | ----------------------- | ---------- | ----------------------------------- | ---------- | --------------------------- | ---------- |
| 第1回 | 『短編集 過去が呼ぶ声』 | 井上理博   | 『煌』ほか                          | 草夜千里   | 『さんぽ なかなおりのうた』 | 吉野はる   |
| 第2回 | 『長い長い廊下』        | 松井恵麻   | 『孤独』ほか                        | いけのりこ | 募集なし                    | 募集なし   |
| 第3回 | 『終わりなき不在』      | 佐川恭一   | 『とわの雫 本当の私と出会うために』 | ちぐさ     | 『かめのみるゆめ』          | なめとこ   |
| 第4回 | 『半蔵』                | 大橋蘭     | 『個人的に新記録』                  | 山口一歩   | 該当なし                    | 該当なし   |
| 第5回 | 『新選組演義 総司恋童』 | 長尾啓司   | 『小児科』                          | 石田貴之   | 該当なし                    | 該当なし   |

## 刊行物
- 井上理博『短編集 過去が呼ぶ声』（日本文学館、2010年7月） - 第1回ノベル部門大賞作
- 草夜千里『煌』（日本文学館、2010年7月） - 第1回ポエム部門大賞作
- 吉野はる『さんぽ なかなおりのうた』（日本文学館、2010年7月） - 第1回アート部門大賞作
- 松井恵麻『長い長い廊下』（日本文学館、2011年10月） - 第2回ノベル部門大賞作
- 池戸則子『詩集 花びら』（日本文学館、2011年11月） - 第2回ポエム部門大賞作